# Lynchburg (Ohio)
Pour les articles homonymes, voir Lynchburg.
Lynchburg est un village américain situé dans les comtés de Clinton et de Highland, dans l'Ohio. Selon le recensement de 2010, sa population est de 1 499 habitants.